# Banchee
Banchee war eine US-amerikanische Hard- und Psychedelic-Rock-Band aus Long Island, New York, die 1969 gegründet wurde und sich 1971 auflöste.

## Geschichte
Die Band wurde im Jahr 1969 gegründet und bestand aus dem Sänger und Gitarristen Peter Alongi, dem Schlagzeuger Victor DiGilio, dem Sänger und Gitarristen Jose „Joey“ Miguel deJesus und dem Sänger und Bassisten Michael Marino. Nachdem sie einen Vertrag bei Atlantic Records unterzeichnet hatte, erschien hierüber im selben Jahr das von Warren Schatz und Stephen Schlaks produzierte selbstbetitelte Debütalbum. Als Single wurde Train of Life / I Just Don’t Know ausgekoppelt. Nach einem Wechsel zu Polydor wurde 1971 das zweite Album namens Thinkin’ veröffentlicht. Hierauf ist deJesus’ Cousin Fernando Luis „Papo“ Roman als Sänger und Perkussionist vertreten. Ausführender Produzent war Michael Jeffery, während Dave Palmer und Ralph Moss als Co-Produzenten tätig waren. Danach löste sich die Band auf. Alongi verstarb Mitte der 1990er Jahre. 2001 wurden beide Alben als Kompilation bei Lizard Records wiederveröffentlicht.

## Stil
Richie Unterberger von Allmusic bezeichnete die Musik der Gruppe als Mischung aus Psychedelic- und Hard-Rock, deren Überschwänglichkeit jedoch nicht die Unfokussiertheit wettmachen könne. Die Musik sei ein Mix aus Harmonien im Stil von David Crosby, Stephen Stills und Graham Nash und Hard-Rock-Gitarren. Den Songs fehle es jedoch an richtigem Songwriting oder markanten Riffs.
Laut badcatrecords.com besteht das Debütalbum neben Psychedelic-Rock-Einflüssen aus schwerem, gitarrengetriebenem Rock. An den Gitarren mache man dabei auch von Fuzz Gebrauch. Das zweite Album sei im Gegensatz zum Vorgänger, das noch von allen Mitgliedern gemeinsam geschrieben worden sei, hauptsächlich von Jose „Joey“ Miguel deJesus komponiert worden. Ein geringer Anteil sei von Peter Alongi geschrieben worden. Die Gruppe versuche auf diesem Album härtere Musik zu spielen als noch auf dem Vorgänger. In The International Encyclopedia of Hard Rock and Heavy Metal wird die Musik als Hard Rock mit ausgezeichneter Gitarrenarbeit bezeichnet. Die Musik sei für Fans von fröhlicherer Musik sowie für traditionelle Metaller geeignet.
Martin Popoff beschrieb Banchee in seinem Buch The Collector’s Guide of Heavy Metal Volume 1: The Seventies als leicht verdauliche „Hippie-Musik“, die nicht viel mit Progressive- oder Psychedelic-Rock zu tun habe. Er fasste die Musik als zahnlose Version von The Guess Who gemischt mit Hippie-Folk und begleitenden Harmonien zusammen. Auf Thinkin’ habe man sich einer Mischung aus Hard- und Psychedelic-Rock zugewandt. Das Album sei geprägt durch Groove und einen Gesang, der an den von Ken Hensley erinnere. Die Harmonien seien immer noch vorhanden, jedoch würden immer wieder „fiese“ Riffs sowie progressive Elemente auftauchen. er zog Vergleiche zu Toe Fat, frühe Uriah Heep und den ersten Budgie-Alben. Die Musik habe auch damals schon vergleichsweise einen altmodischen Klang gehabt, wenngleich er auch dunkel und stilvoll sei.

## Diskografie
- 1969: Banchee (Album, Atlantic Records)
- 1970: Train of Life / I Just Don't Know (Single, Atlantic Records)
- 1971: Thinkin’ (Album, Polydor)
- 1971: Searcher’s Life(Single, Polydor)
- 1971: John Doe / Children of the Universe(Single, Polydor)
- 2001: Banchee / Thinkin’ (Kompilation, Lizard Records)